# Mehdi Ben Dhifallah
Mehdi Ben Dhifallah (Kélibia, 6 maggio 1983) è un calciatore tunisino, attaccante dell'Hammam Sousse.

## Carriera

### Nazionale
Con la maglia della Nazionale ha collezionato 8 presenze.